# クリストファー・ヒッチェンズ
クリストファー・ヒッチェンズ（Christopher Hitchens、1949年4月13日 - 2011年12月15日）は、イギリス出身の作家、ジャーナリスト。

## 経歴
イングランド、ハンプシャーの港湾都市ポーツマスで生まれる。 父親エリック・ヒッチェンズは英国海軍の士官、母親イヴォンヌ・ヒックマンはユダヤ人で英国海軍婦人部隊 (WRNS)の一員であった。弟のピーター・ヒッチェンズもジャーナリスト、作家である。ケンブリッジのレイズ・スクールに通い、1967年にオックスフォード大学ベリオール・カレッジに入学。1960年代、反戦、反人種差別運動等数多くの政治運動に参加した。1970年にオックスフォードを卒業。以降、ロンドンに居住。1971年にイギリスの雑誌『タイムズ・ハイアー・エデュケーション・サプリメント』 (THES)で社会科学を担当する記者を務めた後、1973年にイギリスの政治誌『ニュー・ステーツマン』の記者になる。またイギリスのタブロイド紙『デイリー・エクスプレス』でも取材、寄稿した。1970代後半、キプロスに外国特派員として赴任、ギリシャ系キプロス人エレニと出会い1981年に結婚、息子アレクサンダーおよび娘ソフィアを儲ける。1981年、米国へ渡航。米国の政治誌『ネイション』、評論誌『アトランティック』、総合情報誌『ヴァニティ・フェア』、その他数多くの雑誌や新聞に寄稿、批評した。また、『宣教師の立場』、『トマス・ペインの『人間の権利』』等多数の著書を著す。1989年にエレニと離婚。1991年に米国人著作家キャロル・ブルーと再婚し、娘アントニアを儲ける。2007年に米国籍を取得。米国テキサス州ヒューストンでがんによって死去した。

## 著書
- 宣教師の立場 The Missionary Position: Mother Teresa in Theory and Practice (1995)
- アメリカの陰謀とヘンリー・キッシンジャー The Trial of Henry Kissinger (2001) 井上泰浩訳
- トマス・ペインの『人間の権利』 Thomas Paine's "Rights of Man": A Biography (2007) 中山元訳

## 参照
1. ↑  Christopher Hitchens
2. ↑  Peter Wilby. “Christopher Hitchens obituary”.   The Guardian. 2015年2月10日閲覧。